# Mali Okič
Mali Okič je naselje v Občini Cirkulane.

## Opis
Mali Okič je razloženo slemensko naselje ob hrvaški meji. Na prisojnih slemenih prevladujejo manjši vinogradi, ki nižje preidejo v njive in travnike, na osojnem pobočju pa v gozd.